# Varendorf (Bienenbüttel)
Varendorf ist ein Ortsteil der Einheitsgemeinde Bienenbüttel im niedersächsischen Landkreis Uelzen.

## Geografie und Verkehrsanbindung
Varendorf liegt südwestlich des Kernortes Bienenbüttel an der Einmündung der Kreisstraße K 49 in die K 20 und am Varendorfer Bach. Östlich verläuft die B 4 und fließt die Ilmenau.
Die Gemeinde hatte eine Fläche von 4,22 km².
Varendorf hatte eine Bevölkerung von 105 im Jahr 2004.

## Sehenswürdigkeiten

### Baudenkmale
In der Liste der Baudenkmale in Bienenbüttel sind für Varendorf sechs Baudenkmale aufgeführt:
- Schafställe mit Baumbestand (Varendorf Nr. 2)
- Wohnwirtschaftsgebäude (Varendorf Nr. 2, Nr. 4 und Nr. 12)
- Wohnhaus (Varendorf Nr. 6)
- Scheune (Varendorf Nr. 12)

## Politik
Ortsvorsteher ist Torsten Lüneburg (CDU).